# Valdštejnské náměstí
Valdštejnské náměstí je prostranství v historickém jádru pražské Malé Strany. Do náměstí ústí ulice Sněmovní (přes tzv. Pětikostelní náměstí), Tomášská a Valdštejnská.

## Historie
Dříve se náměstí nazývalo U písecké brány. Nacházelo se totiž na cestě (trasa Valdštejnské ulice) od původní Písecké brány, která stávala při vstupu do města od osady Písek. Cesta od brány se původně v místě náměstí větvila a pokračovala na centrální tržiště (Malostranské náměstí) nebo k dřívějšímu vstupu do hradu jižní branou. Po zániku brány v souvislosti s výstavbou barokního opevnění byl od poloviny 18. století používán název podle přilehlého paláce, v dnešní tvaru od roku 1935.

## Domy
- 1, čp. 16, Auersperský palác

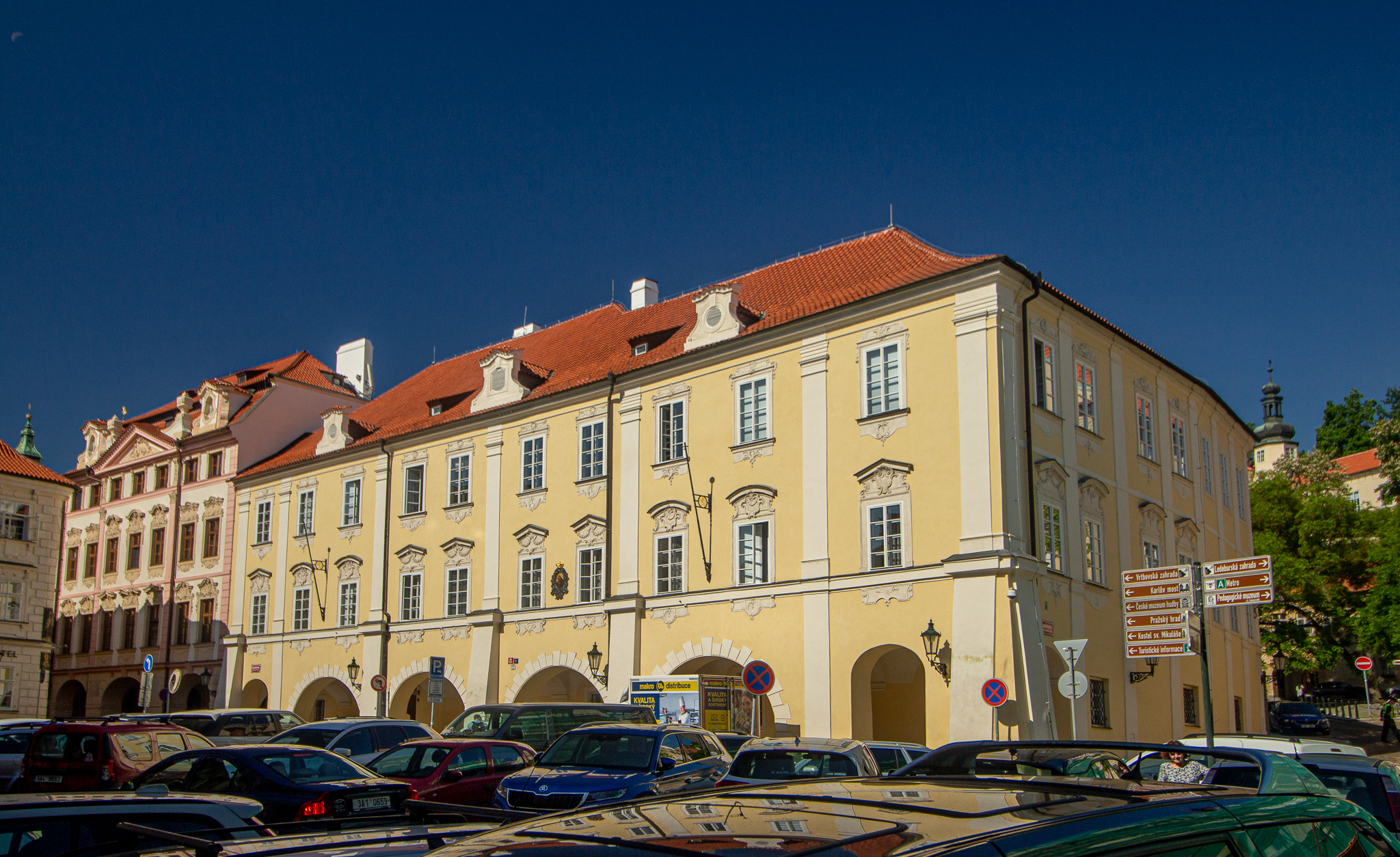
Aueršperský palác, též palác Clary-Aldringenů

- 3, čp. 162, Ledebourský palác, sídlo Národního památkového ústavu.
- 4, čp. 17, Valdštejnský palác, sídlo Senátu Parlamentu České republiky
- 5, čp. 18 (v JV koutě), pův. věž gotického opevnění; majetek Václava Hájka z Libočan, který zde sepisoval svou Kroniku českou